# Iglesia de San Menas
La Iglesia de San Menas (en árabe:  كنيسة مارمين) es una iglesia ortodoxa copta cerca de El Cairo y es una de las más antiguas iglesias coptas en Egipto, pues data del siglo VI.
La iglesia de San Menas está en el extremo septentrional de El Cairo copto, en una región conocida como Fum al-Khalig (fomm el-ḵalīg), al norte del acueducto romano y la famosa Fortaleza de Babilonia, en un cementerio cristiano en el extremo norte del Viejo Cairo.